# Europese kampioenschappen kyokushin karate 2007 (IKO)
De Europese kampioenschappen kyokushin karate 2007 waren door de International Karate Organization (IKO) georganiseerde kampioenschappen voor kyokushinkai karateka's. De 20e editie van de Europese kampioenschappen vond plaats in het Griekse Volos.

## Geschiedenis
De Tameshiwari-award werd bij de heren toegekend aan de Rus Shamil Lakaev en bij de dames aan de Poolse Anna Kaczynska. De prijs voor beste techniek was bij de heren voor de Spanjaard Alejandro Navarro en bij de vrouwen voor de Poolse Agneszka Sypien. De 'Spirit'-prijs ten slotte was eveneens voor Alejandro Navarro.

## Resultaten
| Gewichtsklasse | Goud              | Zilver              | Brons                             |
| Heren          | Heren             | Heren               | Heren                             |
| -------------- | ----------------- | ------------------- | --------------------------------- |
| -70kg          | Shamil Lakaev     | Piotr Moczydlowski  | Ionut Mihalache Stilian Petrov    |
| -80kg          | Hussein Elikhanov | Javier Lezcano      | Nicolae Stoian Rustam Unezhev     |
| -90kg          | Lucian Gogonel    | Krzysztof Habraszka | Olexiy Pryhhdko Alejandro Navarro |
| +90kg          | Jan Sokup         | Petar Martinov      | Karol Ciesluk Djema Belkhodja     |
| Dames          |                   |                     |                                   |
| -55kg          | Ewa Pawlikowska   | Zurine Eciolaza     | Anelya Asenova Elena Gulko        |
| -65kg          | Magdalena Wojcik  | Daniela Dineva      | Anastasia Khripunova Judit Suran  |
| +65kg          | Agneszka Sypien   | Olga Zibina         | Nadezhda Petrova Anna Kaczynska   |